# Frederick Ayer

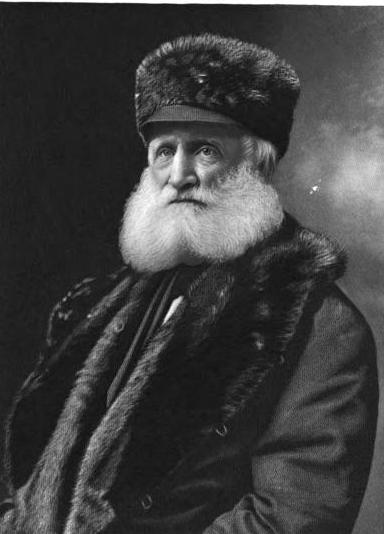
Frederick Ayer, 1911

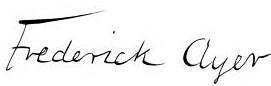

Frederick Ayer (geboren am 8. Dezember 1822 in Ledyard, Connecticut, Vereinigte Staaten; gestorben am 14. März 1918 in Thomasville, Georgia) war ein US-amerikanischer Unternehmer, wohlhabender Geschäftsmann und Investor. Er war der jüngere Bruder von James Cook Ayer, in dessen Konzern er für den Vertrieb von Arzneimitteln zuständig war und nach dem die Stadt Ayer benannt ist. Den Großteil seines Vermögens erwirtschaftete er jedoch als Unternehmer in der Textilindustrie. Sein Wohnhaus Frederick Ayer Mansion in Boston ist heute als National Historic Landmark im National Register of Historic Places eingetragen. Er wurde auf dem Lowell Cemetery beerdigt.

## Frühes Leben und Ausbildung
Frederick Ayer, dessen gleichnamiger Vater als Offizier im Britisch-Amerikanischen Krieg gedient hatte, war väterlicherseits ein Nachfahre von John Ayer, einem der ersten europäischen Siedler, die 1632 in der Gegend um das heutige Haverhill (Massachusetts) siedelten. Nach der Grundschule in Ledyard (Connecticut) besuchte Ayer eine Privatschule in Baldwinsville (New York) und arbeitete anschließend als Büroangestellter bei John H. Tomlinson & Company. Nach kurzer Zeit wechselte er als Manager eines Geschäfts desselben Unternehmens nach Syracuse (New York), um drei Jahre später gemeinsam mit Dennis McCarthy die Partnerschaft McCarthy & Ayer aufzubauen. 1855 verließ Ayer das Unternehmen und trat als Geschäftsführer in das Unternehmen seines Bruders James Cook Ayer ein, das er fortan gemeinsam mit ihm führte. Er wurde zum Finanzvorstand des Unternehmens ernannt und behielt diesen Posten bis 1893.

## Wirtschaftlicher Erfolg
1871 erwarb Frederick Ayer gemeinsam mit seinem Bruder Mehrheitsanteile an den Unternehmen Tremont Mills und Suffolk Manufacturing Company in Lowell und führte sie unter der Bezeichnung Tremont and Suffolk Mills zusammen. 1885 folgte die Ersteigerung der Washington Mills in Lawrence, die er in Washington Mills Company umfirmierte und zu deren Finanzvorstand er sich machte. 1899 gründete er die heute noch am Markt aktive American Woolen Company und war bis 1905 deren erster Präsident.
Frederick Ayer konnte in seinem Berufsleben als Geschäftsmann und Investor ein erhebliches Finanzvermögen zusammentragen, das er in den Branchen Pharmazie, Kurzwaren, Textilien, Eisenbahnen, Kanalbau, Bergbau und Immobilien erwirtschaftete. So unterstützte er unter anderem die heute zu Verizon Communications gehörende New England Telephone and Telegraph Company bis 1896 als einer ihrer Direktoren und half bei der Errichtung des Keweenaw Waterway in Michigan. Er besaß darüber hinaus weitere Vorstands- und Direktorenposten bei den Unternehmen Boston Elevated Railway, Central Savings Bank, Columbian National Life Insurance Company, International Trust Company, American Loan and Trust Company, Lowell and Andover Railroad sowie bei der United States Mining Company.

## Privatleben
1858 heiratete Ayer seine Frau Cornelia Wheaton und bekam mit ihr vier Kinder. Nach ihrem Tod 1878 heiratete er Ellen Banning und bekam mit ihr drei weitere Kinder. Kurz nach der Heirat mit seiner zweiten Frau bereiste er gemeinsam mit ihr und vier Kindern Europa, Nordafrika und den Nahen Osten. Während dieser zweijährigen Reise von 1896 bis 1898 sammelten sie verschiedenste Einrichtungs- und Kunstgegenstände, die sie mit in ihre neue Heimat Boston brachten und von deren Design sich Louis Comfort Tiffany bei seinen orientalistischen Arbeiten inspirieren ließ. Seine Tochter Beatrice heiratete den späteren General der US Army George S. Patton.